# Gwynne Shotwell
Gwynne Shotwell (nacida el 23 de noviembre de 1963) es una mujer de negocios estadounidense. Es presidenta y jefa de operaciones de SpaceX. En 2016 apareció en la Lista Forbes como la 76.ª mujer con más poder.

## Primeros años
Nació en Libertyville, Illinois. Recibió, con honores, un Bachillerato de Ciencia y un Master de Ciencia en Ingeniería Mecánica y Matemática Aplicada en Northwestern Universidad.

## Carrera profesional
Shotwell Originalmente había planeado trabajar en la industria automotriz y estuvo matriculada en Chrysler el programa de formación de la administración de la empresa pero deseaba una función más práctica en ingeniería y no se quedó en aquella industria.
En 1988, empezó a trabajar en el centro de búsqueda de El Segundo de The Aerospace Corporation, y trabajó como técnico en búsqueda y contratos de desarrollo espacial militar. Durante una década trabajó en el análisis térmico mientras "escribió docenas de documentos en gran variedad de temas como diseño conceptual de pequeñas aeronaves, modelado de objetivos de firma infrarroja, integración del transbordador espacial y riesgos operacionales del vehículo de reingreso".
Queriendo "construir, y poner a punto la aeronave", en 1998 dejó Aeroespacial Corp. Para convertirse en "directora de la división de sistemas espaciales en Microcosm Inc, un cohete low-cost construido en El Segundo". Division, donde sirvió en el comité como ejecutiva y fue responsable del desarrollo empresarial.
En 2002, Shotwell se unió a SpaceX, una exploración espacial comercial fundada por Elon Musk, como séptima empleada y vicepresidenta del desarrollo empresarial. Ahora guarda asiento en el consejo de administración de SpaceX. Compañía privada a la que Gwynne Shotwell se unió en su año de fundación como Vicepresidenta de Desarrollo Empresarial y construyó la familia de vehículos del Falcón que realizó casi 50 lanzamientos, representando casi $5 mil millones en ingresos. Es ahora Presidenta y COO de SpaceX y es responsable de las operaciones diarias y de administrar todas las relaciones estratégicas y de clientes para respaldar el crecimiento de la compañía.
Famosa por su innovación y disrupción de una industria entera, SpaceX se convirtió en la primera compañía privada en lanzar exitosamente, órbitar y recuperar una aeronave en diciembre de 2010. También tiene un contrato multimillonario con la NASA para entregar astronautas a la Estación Espacial Internacional (ISS). SpaceX además está trabajando en un sistema de transporte de futura generación para llevar personas a Marte en un futuro próximo.
Shotwell incluyó el Frank J. Redd Competition de Beca estudiantil. Bajo su liderazgo el comité concedió más de $350,000 en becas en 6 años.

## Público outreach
Shotwell Dio una charla TEDx  en TEDxChapmanU en junio de 2013 sobre la importancia de ciencia, tecnología, ingeniería, y matemática. Habló regularmente sobre audiencias empresariales y dio una charla para los "Capitanes de la Industria" en el Brent Scowcroft Centro en Seguridad Internacional en junio de 2014 describiendo el emprendimiento privado y los logros en avance de la tecnología aeronáutica.

## Honores y premios
- 2012:  Mujeres en Tecnología Sala Internacional de Fama